# 森江野村
森江野村（もりえのむら）は福島県伊達郡にあった村。現在の国見町南部にあたる。

## 地理
- 河川：阿武隈川

## 歴史
- 1889年（明治22年）4月1日 - 町村制の施行により、森山村、徳江村、塚野目村の区域をもって発足。
- 1954年（昭和29年）3月31日 - 藤田町・小坂村・大木戸村・大枝村と合併し、国見町が発足。同日森江野村廃止。

## 交通

### 道路
- 国道4号（奥州街道）